# Casino Royale (2006)
Casino Royale je britanski triler iz leta 2006. Gre za 21. film o agentu Jamesu Bondu, prvi z Danielom Craigom v glavni vlogi. Temelji na istoimenskem romanu Iana Fleminga iz leta 1953. Scenarij so pripravili Neal Purvis, Robert Wade in Paul Haggis, režiral je Martin Campbell. Gre za tretjo adaptacijo prvega Flemingovega romana o Bondu.